# Distrofia muscular congénita
Distrofias musculares congénitas são doenças neuromusculares autossómicas recessivas. São um grupo de doenças heterogéneas caracterizadas por fraqueza muscular presente desde o nascimento e por diferentes alterações na biópsia muscular]], desde miopáticas até distróficas, em função da idade em que é realizada a biópsia.